# 岡秀行
岡 秀行（おか ひでゆき、1905年4月11日 - 1995年9月26日）は、日本のアートディレクター。東京商業美術家協会の初代委員長。全国商業美術家連盟の初代理事長。日本デザイナー学院の4代目校長、名誉理事長。日本の伝統的な包装類を「伝統パッケージ」と称し、啓蒙活動をおこなった。著書に『日本の伝統パッケージ』（1965年）、『包：TSUTSUMU：THE ORIGIN OF JAPANESE PACKAGE』（1972年）、『こころの造形：日本の伝統パッケージ』（1974年）など。

## 経歴

### 生い立ちと上京
岡 秀行（以下岡とする）は、1905年4月11日、福岡県柳川市に生まれる。1923年、関東大震災の直後に上京し、川端画学校で洋画を学んだ。1933年より、打木村治の主宰する同人誌『作家群』にて小説・戯曲を発表しつつ編集に関わるが、1935年に同誌を離れる。

### アートディレクターとしての活動
1935年、岡はデザインと写真撮影を事業とする会社「オカ・スタジオ」を設立。第二次世界大戦後、日本宣伝美術会の設立準備事務所として同社の社屋を提供したことを皮切りに、高度経済成長期のデザイナーの地位向上のために尽力し始める。職能団体として、1952年に東京商業美術家協会、1963年に全国商業美術家連盟を設立する。また、啓蒙的な著作として、『宣伝デザイン：企画から印刷まで』（1956年）などを刊行する。

### 「伝統パッケージ」啓蒙活動
1959年にニューヨーク近代美術館で開催された「The Package」展に協力したことを契機として、岡は日本の伝統的な包装類の収集を始める。1964年、「日本伝統パッケージ」展を開催し、収集した包装類を展示した。翌1965年、同展にて展示された包装類を抄録した写真集『日本の伝統パッケージ』（1965年）を刊行。同書は英訳版である『How to wrap five eggs：Japanese design in traditional packaging』（1967年）ほか、独訳版・仏訳版も刊行される。その後、『包：TSUTSUMU：THE ORIGIN OF JAPANESE PACKAGE』（1972年）、『パッケージ』（1974年）などの「伝統パッケージ」関連書籍を精力的に発表した。

### 「オカ・スタジオ」の倒産と「TSUTSUMU」巡回展
1974年10月、「オカ・スタジオ」が倒産する。ジャパン・ソサエティーでの「TSUTSUMU」展を準備していた岡は、同12月に『こころの造形：日本の伝統パッケージ』を刊行しつつ、「展覧会はつぶされるという風評に脅かされながら」渡米する。しかし、同展は成功を収め、その後国際交流基金の主催で28カ国を巡回した。

### モースコレクション啓蒙活動と晩年
1975年、「TSUTSUMU」展のために渡米中の岡は、ピーボディ博物館（現在のピーボディ・エセックス博物館）を訪問する。同博物館にてモースコレクション（エドワード・S・モースが日本滞在中に収集したコレクション）の存在を知り、同コレクションを紹介する写真集『百年前の日本』（1983年）を小西四郎とともに刊行した。翌1984年には、同書に関連して「幕末・明治KANBAN展」を開催する。並行して「伝統パッケージ」啓蒙活動も継続し、1988年に目黒区美術館にて「5つの卵はいかにして包まれたか：日本の伝統パッケージ展」を開催。収集した包装類を同美術館に寄贈した。1995年9月26日午後1時23分、東京都中野区の中野総合病院にて逝去。死因は心不全。享年90。

### 没後
2011年および2021年、目黒区美術館にて「包む：日本の伝統パッケージ」展が開催された。また、2019年、『包：日本の伝統パッケージ、その原点とデザイン』が刊行された。

## 主要著作
- 『宣伝デザイン：企画から印刷まで』美術出版社、1956年
- 『日本の伝統パッケージ』美術出版社、1965年
- 『How to wrap five eggs：Japanese design in traditional packaging』美術出版社・Weatherhill、1967年
- 『包　TSUTSUMU：THE ORIGIN OF JAPANESE PACKAGE』毎日新聞社、1972年
- 『パッケージ』世界のグラフィックデザイン5、講談社、1974年

- 『こころの造形：日本の伝統パッケージ』美術出版社、1974年
- 小西四郎・岡秀行構成『百年前の日本』モース・コレクション/写真編、小学館、1983年